# Margrit Gsell-Heer

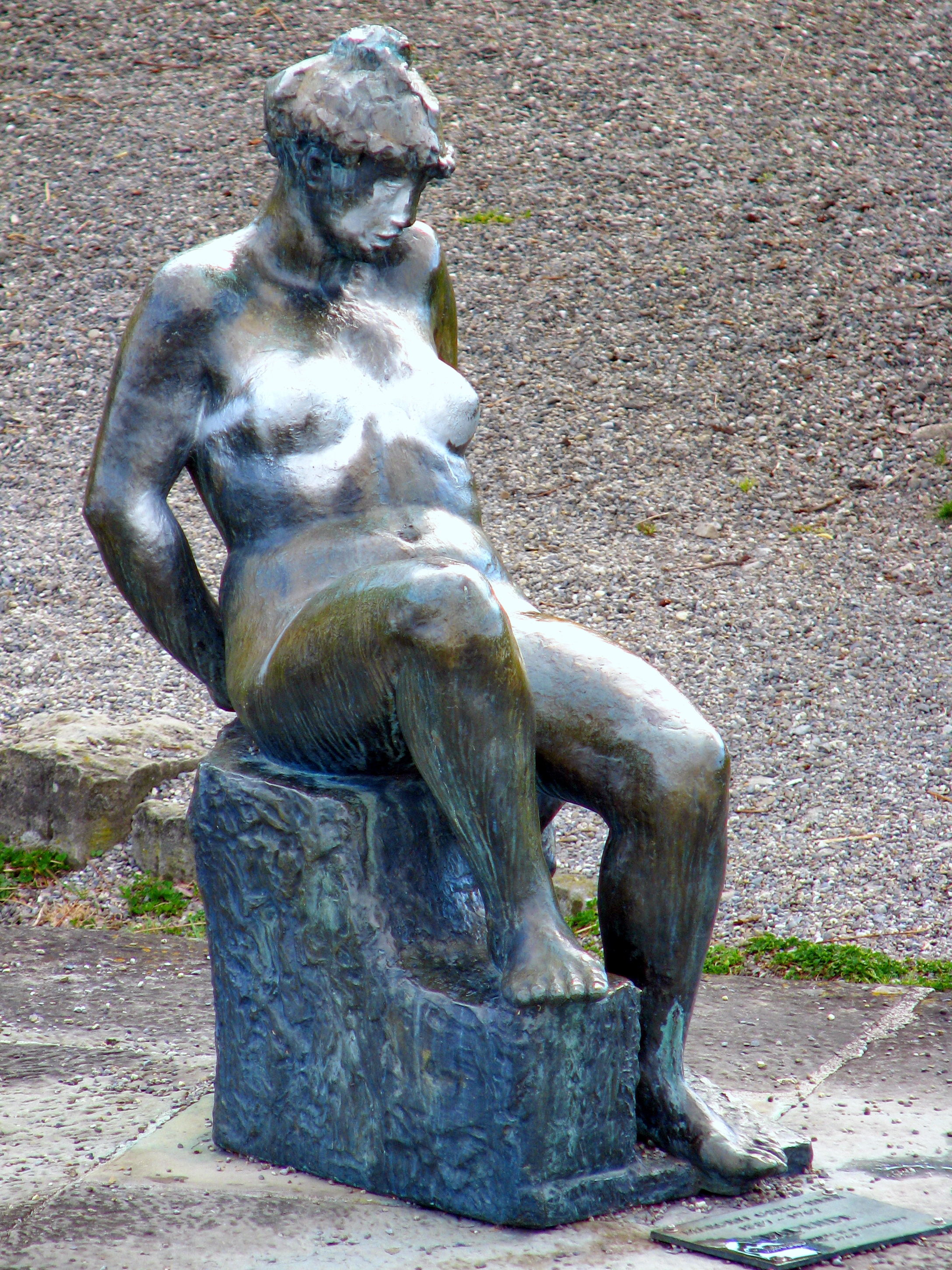
Margrit Gsell-Heer: Die Badende

Margrit Gsell-Heer, auch Margrit Zutt-Heer (* 7. Dezember 1887 in Zürich; † 25. Februar 1967 in Rüschlikon) war eine Schweizer Malerin, Bildhauerin und Grafikerin.

## Leben
Margrit Gsell-Heer wurde als dritte Tochter des Schriftstellers Jakob Christoph Heer und von Emma Heer-Grossweiler in Zürich geboren und wuchs in Stuttgart und Ermatingen auf. 1905 schrieb sie sich an der Münchner Damenakademie ein und absolvierte drei Jahre das Zeichen- und Malstudium bei Heinrich Knirr und Angelo Jank. In München lernte sie den Basler Bildhauer Richard Adolf Zutt (1887–1938) kennen, den sie 1908 ehelichte. Es folgten längere Aufenthalte in Florenz und München, wo auch die beiden Kinder Lorenzo (1910) und Gabriele (1912) zur Welt kamen. 
Danach siedelte die Familie nach Budapest über, wohin Richard Adolf Zutt als Professor an die Kunstakademie in Budapest berufen worden war. Während des Ersten Weltkriegs kehrte Margrit Gsell-Heer mit ihren Kindern in die Schweiz zurück. Bald darauf folgte die Scheidung und Margrit Gsell-Heer nahm ihre Malerausbildung wieder auf. Sie absolvierte Studienaufenthalte bei Walter Püttner in München und bei Felice Carena in Rom. 
Während eines Besuchs in Zürich lernte sie den St. Galler Arzt Jakob Laurenz Gsell kennen, mit dem sie 1923 den Bund der Ehe einging. Zwei Jahre später kam die gemeinsame Tochter Silvia zur Welt und die Familie zog nach Rüschlikon um. 
Ab 1928 wandte sich Margrit Gsell-Heer vermehrt der Plastik zu. Sie besuchte den Unterricht bei der Schweizer Bildhauerin Ida Schaer-Krause und ab 1935 bei Germaine Richier. Die bekannte französische Bildhauerin verbrachte die Kriegsjahre in der Schweiz und bildete in ihrem Zürcher Atelier zahlreiche Künstler, unter ihnen auch Robert Müller oder Hildi Hess, aus.

## Werk
Margrit Gsell-Heer beschäftigte sich in ihrem künstlerischen Schaffen intensiv mit der menschlichen Figur. In den 1920er und 30er Jahren fertigte sie mehrere weibliche Aktdarstellungen in Tusche, Rötel und Bleistift, die ihr Interesse an der Pose erkennen lassen. Mit wenigen, durchgehenden Linien werden die Umrisse der Körper gezeichnet, wobei verschiedene Haltungen und Ansichten erprobt werden. Dieses Interesse findet sich auch in den späteren nach Gipsmodellen gegossenen Bronzeplastiken wieder. So nehmen Die Badende (1946/1948; Besitz der Gemeinde Rüschlikon), Odysseus (1945; Privatbesitz) oder der Holzfäller (1951/1954; Besitz der Gemeinde Rüschlikon) schon fast modellhafte Haltungen ein. Dabei wird der Körper über sein Volumen begriffen, das in den Zeichnungen über Umrisse, in den Bronzeskulpturen hingegen über Masse erzeugt wird. Eine nachhaltige Bedeutung für die künstlerische Entwicklung Margrit Gsell-Heers hatte wohl das Antikenstudium während des Aufenthalts in Rom 1922–1923 sowie die Auseinandersetzung mit den Werken von Auguste Rodin und Antoine Bourdelle während des zweimonatigen Aufenthalts im Pariser Atelier von Germaine Richier 1938.
Mehrfach fertigte die Künstlerin auch Büsten, darunter Porträts von Familienmitgliedern, Freunden und Bekannten wie J. C. Heer (1938; Musée des Bisses in Ayent), Evelyne (1944; Kunst Museum Winterthur) oder Henri Boissonas (1944) aber auch Typendarstellungen wie Tipo Romano (1937; Kunst Museum Winterthur) oder Uomo Bergamasco (1942). 
Für Margrit Gsell-Heer war die menschliche Figur sowohl Modell als auch Individuum. Im Werk Greisin (1942; Kanton Zürich) verbinden sich diese beiden Auffassungen des Menschen zu einem liebevollen Porträt des Alters. Auch in Stein war Gsell-Heer tätig. Ab 1950 schuf sie vermehrt Skulpturen, unter ihnen Mutter (1952/1953), bevor sie dann gegen 1960 allmählich ihre künstlerische Arbeit einstellte.

## Ausstellungen
Mit der Hinwendung zur Plastik 1928 kam es zu einer vermehrten Ausstellungstätigkeit Gsell-Heers. Erstmals trat sie 1931 in einer Gruppenausstellung im Palais des Expositions in Genf und im Kunsthaus Zürich mit ihrer Plastik Grosse Stehende an die Öffentlichkeit. In den nachfolgenden Jahren nahm sie regelmässig an kantonalen und nationalen Ausstellungen der Gesellschaft Schweizerischer Malerinnen, Bildhauerinnen und Kunstgewerblerinnen (GSMBK, heute GSBK) teil.
Zudem erfolgte die Teilnahme an der Schweizerischen Landesausstellung (Landi) 1939 in Zürich. 1937 war sie mit zwei Gemälden (Intérieur en bleu und Portrait de femme) am europäischen Künstlerinnensalon Les femmes artistes d’Europe vertreten, der zuerst in Paris in der Galerie nationale du Jeu de Paume und 1939 in New York stattfand.
Auch nach Beginn des skulpturalen Arbeitens nahm die Künstlerin immer wieder mit ihrem malerischen Werk an Ausstellungen teil. Dennoch ist zusehends ein Fokus auf das plastische Schaffen erkennbar. So wurden 1949 mehrere Bronzegüsse der Künstlerin zusammen mit Ölgemälden und Aquarellen von Charles Montag, Gustav Adolf Thomann, Eugen Zeller und Rudolf Dreher im Kunsthaus Zürich ausgestellt. Fünfzehn Skulpturen aus dem vergangenen Jahrzehnt, darunter überwiegend Büsten, waren präsentiert. 
Ihre Plastiken und Skulpturen fanden grosses Ansehen. Ein Höhepunkt ihrer künstlerischen Karriere war die Verleihung des Prix de la sculpture des Salons de l’Art libre in Paris, den sie 1957, im Alter von 70 Jahren, für die Skulptur Die Badende erhielt. Diese Skulptur aus weissem Stein stand Jahrzehnte im Foyer des Zürcher Opernhauses, heute ist sie nicht mehr auffindbar.

## Politisches Engagement
Die von den Künstlergesellschaften organisierten Werkschauen ihrer Mitglieder stellten zu Beginn des 20. Jahrhunderts einen essentiellen Bestandteil des nationalen und internationalen Ausstellungswesens in der Schweiz dar. Margrit Gsell-Heer setzte sie sich dabei auf politischer Ebene stark für die Förderung von Künstlerinnen ein. Während den Kriegsjahren 1939–1943 hatte sie das Amt der Präsidentin der Gesellschaft Schweizerischer Malerinnen, Bildhauerinnen und Kunstgewerblerinnen (GSMBK, heute SGBK) und 1947–1955 die Präsidentschaft der GSBK-Sektion Zürich inne. Da bei der 1865 gegründeten Gesellschaft Schweizerischer Maler und Bildhauer (GSMB, später GSMBA) bis 1972 nur Männern die Mitgliedschaft zustand, wurde 1902 die SGBK gegründet. Es war den weiblichen Kunstschaffenden zwar möglich, an den Ausstellungen der männlichen Berufskollegen zu partizipieren, doch ist dabei für relativ lange eine Fokussierung auf Gattungen wie Zeichnung, Aquarell, Email, Keramik oder Glasmalerei festzustellen, während in den Abteilungen Skulptur und Graphik erst allmählich auch weibliche Positionen gezeigt wurden. Die Vernetzung der Künstlerinnen untereinander sowie die Stärkung ihrer Position im Kunstbetrieb war damit ein zentrales Anliegen der GSMBK und ihrer Präsidentinnen. So war Margrit Gsell-Heer auch Mitbegründerin der Zürcher Künstlerinnengruppe «Graphica», die sich mit Ausstellungen und Kunstmappen für eine bessere Sichtbarkeit von Künstlerinnen in Zürich einsetzte.